# Sondeig d'opinió
Un sondeig d'opinió és una mesura estadística presa a partir d'enquestes destinada a conèixer l'opinió pública. Aquests mesuraments es realitzen per mitjà de mostratges que, normalment, estan dissenyats amb l'objectiu de representar les opinions de la població a partir d'una sèrie de preguntes. Un cop feta l'enquesta, s'extrapolen generalitats en proporció o dins d'un interval de confiança.

## Història dels sondejos d'opinió
El primer exemple conegut d'un sondeig d'opinió va ser una enquesta de vot local, sense valor científic, realitzada pel diari The Harrisburg Pennsylvanian l'any 1824, que va donar com a guanyador a Andrew Jackson sobre John Quincy Adams per 335 vots contra 169 en la campanya per la Presidència dels Estats Units. Tals sondejos, sense valor ni mètode científic, es van tornar populars de manera graduat, tot i que se seguien mantenint en un àmbit local, normalment a l'àrea d'una ciutat. L'any 1916, el Literary Digest es va embarcar en un mesurament de caràcter nacional, enviant milions de targetes postals i, simplement, contant les que tornaven respostes. D'aquesta forma, es va predir correctament l'elecció com a President de Woodrow Wilson i de les quatre eleccions presidencials següents.
L'any 1936, el mateix Literary Digest va utilitzar una mostra significativa de 2,3 milions de "votants" per determinar que la població nord-americana tendia a simpatitzar amb el Partit Republicà. Una setmana abans del dia de les eleccions presidencials, s'informava que Alf Landon, del Partit Republicà era, de lluny, molt més popular que Franklin D. Roosevelt, del Partit Demòcrata. Al mateix temps, George Gallup va realitzar una enquesta molt més petita, però amb millors bases científiques, utilitzant mostres demogràfiques representatives. Gallup va predir correctament la victòria aclaparadora de Roosevelt. Al poc temps, el Literary Digest va deixar de funcionar, mentre que els sondejos van començar a incrementar-se.
Elmo Roper va ser un altre pioner nord-americà en les prediccions polítiques usant enquestes científiques. Així, va predir l'elecció del president Roosevelt tres vegades: l'any 1936, el 1940 i el 1944. Louis Harris havia format part del món de l'opinió pública des de 1947 quan es va unir a la signatura d'Elmo Roper, i més tard es va convertir en el seu soci.
Gallup va llançar una enquesta al Regne Unit, on va predir correctament la victòria del Partit Laborista a les eleccions generals de 1945. Això contrastava amb tots els altres comentadors, que creien que el Partit Conservador, liderat per Winston Churchill, guanyaria fàcilment.
Al voltant dels anys cinquanta, les enquestes i sondejos s'havien propagat per la majoria de les democràcies. Als inicis del segle xxi ja havien arribat a pràcticament tots els països del món.
Actualment, cada vegada creix més la tendència a fer enquestes oferint una bonificació als enquestats, ja sigui en forma de diners o de bons. En alguns casos, existeixen companyies que utilitzen recursos web, com ara pàgines i portals, per buscar i arribar a un públic molt més ampli. D'aquesta manera, obtenen una àmplia varietat de resultats sobre diferents tipus de temes: productes, serveis, marques, experiències, polítics... A canvi, ofereixen un pagament per a cada enquesta que resolguin. No obstant això, l'usuari d'aquest tipus de portals ha de ser conscient del perill potencial que pot córrer en utilitzar llocs aleatoris sense haver fet una verificació exhaustiva per estar segur que rebrà la seva bonificació una vegada finalitzi l'enquesta.

## Mostra i mètodes d'enquesta
Durant molts anys, els sondejos d'opinió es van fer a través de les telecomunicacions o, principalment, cara a cara, tant als carrers com a les llars de les persones.
Els mètodes i tècniques varien, tot i que estan àmpliament acceptats en la major part dels llocs. Es poden fer enquestes verbals o amb paperetes de votació i processades de manera eficient. En contrast, hi ha altres tipus d'enquestes amb matrius sistemàtiques i més complicades en comparació amb aquests procediments ortodoxos previs.
Els sondejos d'opinió es van desenvolupar en aplicacions populars, encara que les taxes de resposta per a algunes enquestes van declinar. En alguns països s'ha convertit en una cosa habitual la realització de sondejos d'opinió mitjançant trucades telefòniques. Aquestes són més fàcils, barates i ràpides que el mètode cara a cara. A més d'això, els sondejos a través d'Internet s'han anat fent cada vegada més populars, tot i les dificultats d'agafar mostres de caràcter científic. Les empreses que utilitzen enquestes per Internet han de traçar la mostra a partir d'un gran panell de voluntaris i els resultats són sospesats per a què reflecteixin la demografia de la població d'interès. Això marca una diferència en les enquestes populars, a les quals s'hi sotmet qualsevol persona que hi vulgui participar i no hi ha una mostra científica com a tal, fet pel qual no s'acostumen a considerar com a precises.
La redacció d'un sondeig pot incloure biaixos, atès que el mateix biaix pot estar en l'opinió. Per exemple, és més probable que el públic indiqui el seu suport per una persona que és descrita per l'operador com un dels "candidats que lideren l'elecció". Aquesta pregunta en si mateix oculta un biaix subtil a favor d'un candidat. Les eines que s'utilitzen en els sondejos del segle XXI varien en complexitat a causa d'aquestes circumstàncies.

## Potencial d'error

### Error de mostreig
Tots els sondejos estan basats en mostres que estan subjectes a l'error de mostreig, que reflecteix la incertesa d'exactitud del procés de mostreig. La incertesa és expressada freqüentment com a marge d'error. El marge d'error no reflecteix altres fonts d'error a més de l'error per dimensionament. Un sondeig amb una mostra aleatòria de 1000 persones tindrà un marge d'error de 20% un percentatge estimat de la població. Un +/- 2. % de marge d'error significa que el 95 % del temps el procediment usat donarà un estimat de +/- 2.5 % del percentatge a ser estimat.
El marge d'error pot ser reduït mitjançant una mostra més gran. Per tant, si un enquestador desitja reduir el marge d'error a l'1%, el necessitaria una mostra aproximada de 10.000 persones. En la pràctica, els enquestadors necessiten equilibrar el cost d'una mostra gran amb la reducció de l'error de mostreig. La quantitat típica necessària en els sondejos de caràcter polític acostuma a ser d'una mostra d'entre 500 i 1000 persones, tenint en compte que per obtenir 500 respostes completes poden ser necessàries milers de trucades telefòniques.

### Sense resposta
Com que algunes persones poden negar-se a respondre trucades de persones desconegudes o rebutjar respondre el sondeig, les mostres poden no ser representatives de la població. Les característiques de les persones que accepten ser enquestades poden ser marcadament diferents de les que es neguen a fer-ho, i això pot convertir la mostra en una versió parcialitzada de l'univers que l'enquestador vol analitzar. En aquests casos, la tendència introdueix nous errors al sondeig, en un sentit o un altre, en addició als errors causats per una mostra senzilla. L'error a causa de la tendència de la mostra no es torna més petit amb mostres poblacionals de major grandària.
Si les persones que rebutgen respondre tenen les mateixes característiques que aquelles persones que sí que accepten respondre les enquestes, llavors els resultats finals seran sense tendència parcializada, mentre que si les persones que no responen tenen diferents opinions que aquelles que ho fan, llavors hi haurà un error de tendència en els resultats. En termes de sondejos per a elecció, els estudis suggereixen que els efectes de la parcialitat són reduïts, però cada empresa enquestadora té les seves pròpies fórmules sobre com minimitzar la parcialitat de tendència de la mostra.
A més d'això, també existeixen altres factors pels quals hi pot haver un marge d'error més gran, com per exemple una falsa estratificació de la mostra, una mala anàlisi o una supervisió deficient. A això s'hi pot incloure la falta de retroalimentació de l'equip de camp.

### Resposta parcialitzada
Els resultats del mesurament podrien estar afectats per les respostes parcialitzades, en què les respostes que donen les persones enquestades no reflecteixen les seves veritables creences. Això es podria fer de manera deliberada per enquestadors en un sondeig d'embranzida, però el més freqüent és que sigui el resultat de l'ordenament de les preguntes (veure a baix).
Els enquestats poden intentar manipular l'èxit d'un sondeig, per exemple, prenent una posició més extrema de la qual mantenen per explicar el seu argument de forma ràpida i així acabar abans. A més, els enquestats poden trobar-se sotmesos a una pressió social al moment de prendre part en l'enquesta i, d'aquesta manera, poden intentar donar una resposta que tingui més acceptació que la que correspon a la seva veritable opinió. Si el resultat del sondeig és àmpliament publicitat, aquest efecte, denominat espiral del silenci, es veurà augmentat.

### Redacció de preguntes
És conegut que, en la redacció de les preguntes, l'ordre en les quals aquestes es formulen i el patró en el qual s'enumeren les respostes poden influir en els resultats d'un sondeig. Per intentar minimitzar aquest efecte, els enquestadors pregunten en el mateix set preguntes per aconseguir canvis en l'opinió. Els controls més efectius utilitzats pels investigadors de l'actitud són:
- Fer suficients preguntes per poder cobrir tots els aspectes d'un assumpte i controlar els efectes causats pel patró de les preguntes (com una redacció positiva o negativa). L'adequació del nombre és establerta quantitativament amb les mesures psicomètriques com els coeficients de confiabilitat.

- Analitzar els resultats mitjançant tècniques psicomètriques per sintetitzar les respostes en una quantitat petita però confiable. D'aquesta manera es poden detectar preguntes no efectives.

Malauradament, aquests controls no són àmpliament utilitzats en la indústria de les empreses enquestadores.

### Errors provocats pels grups que són objecte d'estudi
Un altre factor que indueix a l'error és enquestar grups socials que no són representatius de la població. Això és conseqüència del mètode usat. Per exemple, les enquestes telefòniques tenen un marge d'error inherent, ja que en moltes èpoques i llocs només tenien telèfon les persones més riques, i la resta no en tenia. De la mateixa manera, avui en dia en molts llocs la població només disposa de telèfons mòbils. Pot passar que els enquestadors tinguin prohibit trucar a mòbils (pot ser il·legal en la jurisdicció corresponent fer trucades no sol·licitades a telèfons en què el propietari paga pel simple fet d'agafar la trucada) i, per tant, aquests individus no s'inclouen mai en les enquestes.
Si el subconjunt de població sense telèfons mòbils difereix bastant de la resta de la població, aquestes diferències poden alterar els resultats de l'enquesta. Les empreses d'enquestes telefòniques han desenvolupat moltes tècniques basades en el coeficient de ponderació per ajudar a mitigar aquestes deficiències, amb més o menys èxit.
Un exemple molt utilitzat per il·lustrar la poca fiabilitat de les enquestes telefòniques és el de les eleccions generals del Regne Unit celebrades l'any 1992. Tot i que les empreses enquestadores van utilitzar diferents mètodes, pràcticament totes donaven com a vencedor al Partit Laborista, tant en els dies previs com en els sondejos a peu d'urna, que en aquell moment era a l'oposició. No obstant, el vot real va acabar donant la victòria al Partit Conservador, que ja tenia el poder. En les consideracions posteriors a aquest fracàs, les empreses de sondejos van presentar diferents idees per justificar el seu error. Entre altres, hi figuraven motius com:
- Un canvi d'opinió d'última hora. El triomf dels conservadors va ser possible gràcies als vots de la gent que va canviar d'opinió a l'últim moment. Per això, l'error no és tan greu com pugui semblar.

- Poca participació dels votants. Els que van votar al partit Conservador no es van mostrar tan disposats a participar en l'enquesta com ho havien fet altres vegades, i per això aquesta vegada la seva opinió no va quedar reflectida al sondeig.

- El vot ocult. Els conservadors havien sofert un període continu de baixa popularitat causat per la recessió econòmica i alguns escàndols destacats. Alguns dels seus votants es podien haver sentit pressionats per donar una resposta més d'acord amb el pensament de la majoria, sense que fos la seva intenció de vot real.

La influència d'aquests factors en el resultat final va ser i segueix sent un tema controvertit, però des d'aquest moment les empreses d'enquestes han millorat els seus mètodes i han aconseguit predir millor els resultats de les següents eleccions.
Totes les cadenes de televisió importants de pràcticament tots els països on se celebren eleccions duen a terme sondejos (ja sigui pel seu compte o en col·laboració amb les revistes o diaris més importants). L'error més conegut dels sondejos que es recorda als Estats Units va ser la predicció que Thomas E. Dewey derrotaria Harry S. Truman en les eleccions presidencials de 1948. Les companyies de sondejos més importants, incloent Gallup i Roper, van pronosticar una victòria per majoria aclaparadora per Dewey, que va acabar perdent.
Al Regne Unit, la majoria de sondejos van equivocar-se quan van pronosticar les victòries electorals dels conservadors els anys 1970 i 1992, i la victòria dels laboristes el 1974. De totes maneres, els seus resultats en altres ocasions han estat bastant encertats.

## La influència dels sondejos d'opinió
En proporcionar informació sobre les intencions de vot de la població, els sondejos d'opinió poden influir en la conducta dels electors. Les diverses teories que existeixen sobre el tema poden dividir-se en dos grans grups: els efectes d'arrossegament i rebuig i el vot estratègic o tàctic (Emilio Llepo d'Espinosa, 2001).
L'efecte d'arrossegament (bandwagon effect) ocorre quan el sondeig provoca que els votants recolzin al candidat que es pronostica que vencerà. La idea que els electors són susceptibles a aquests efectes no és nova, es remunta com a mínim a l'any 1884; William Safire (1993:43) va informar que es va usar per primera vegada aquest mateix any en la revista d'historietes polítiques Puck. Aquesta idea va persistir fins a finals del segle xx, malgrat la falta de proves que hi havia al respecte. George Gallup va dedicar molts esforços en va en intentar desacreditar aquesta teoria en la seva època presentant estudis empírics. Un recent meta-estudi d'investigació científica en aquest camp indica que des dels vuitanta en endavant l'efecte d'arrossegament és molt més freqüent (Irwin i van Holsteyn, 2000).
La segona categoria dins de les teories de com els sondejos afecten directament al vot és el vot estratègic o vot tàctic. Aquesta teoria es basa en la idea que els votants veuen les eleccions com un mètode per triar un govern. Així, alguns no trien al seu candidat per raons d'afinitat política o simpatia, sinó per unes altres no tan desitjables, com puguin ser motius estratègics. Un exemple d'això es va poder veure en les eleccions generals de 1997 al Regne Unit, quan la victòria de Michael Portillo a la circumscripció d'Enfield es donava per feta i, no obstant això, els sondejos d'opinió mostraven que el candidat del Partit Laborista, Stephen Twigg, guanyava suport sense parar. Això va poder haver impulsat als votants indecisos o als votants d'altres partits a recolzar a Twigg per fer fora a Portillo. Un altre exemple és l'efecte boomerang en el qual els suposats votants del candidat donen per segura la seva victòria i senten que el seu vot no és necessari, i d'aquesta manera permeten la victòria del contrincant. Aquests efectes només indiquen com les enquestes d'opinió afecten directament la decisió de l'electorat. Tot i això, també es veuen afectats els periodistes, els polítics, els partits polítics i els funcionaris, entre d'altres, però sobretot l'enfocament dels mitjans de comunicació i les ideologies polítiques.

## Companyies enquestadores
A Austràlia, les més conegudes són:
- Newspoll
- Roy Morgan Research

A l'Argentina, una de les més conegudes és:
- MKT S.A. situada a la ciutat de Córdoba

A Espanya:
- Metroscopia
- Sigma Dos
- TNS Demoscopia
- Opina
- Akra Delta
- Netquest
- ESEQ, Estudis socials, polítics i de mercat

Als Estats Units, algunes de les empreses més importants són:
- Gallup poll, creada per George Gallup.
- Quinnipiac Polls, dirigida per Quinnipiac University a Hamden, Connecticut, i que va començar sent un projecte d'estudiants.
- The Pew Charitable Trusts duu a terme enquestes centrades els mitjans de comunicació i opinions polítiques.
- Harris Poll.
- Nielsen Ratings, que gairebé sempre treballa per la televisió.
- Zogby Internacional ha seguit la pista de l'opinió pública des de 1984.

A Mèxic, algunes de les firmes més importants són:
- ARCOP, que va ser dirigida per Rafael Giménez
- ASESORIA ECONOMICA Y MARKETING S.C., dirigida per la M.C. Erika Donjuan
- BGC, encapçalada per Ulisses Beltrán
- Consulta, dirigida per Roy Campos
- Covarrubias y Asociados, d'Ana Cristina Covarrubias
- Demotecnia, de María de les Heras
- GEA-ISA. Ricardo de la Peña presideix Investigaciones Sociales Aplicadas (ISA)
- IPSOS-BIMSA. Jorge Buendía encapçala l'àrea d'opinió pública
- Mercaei, encapçalada per Lauro Mercado
- MUND, dirigida per Daniel Lund
- Parametría, dirigida per Francisco Abundis
- PlanE Estrategia y Comunicación S.C., dirigida per Fernando Mejorado Olagues

A Panamà, entre les més importants hi ha:
- Dichter & Neira

A Regne Unit, les més destacades són:
- MORI
- YouGov, una empresa de sondejos en línia
- NOP
- ICR
- Populus, l'enquestadora oficial del diari The Times